# Tschechische Badmintonmeisterschaft 2009
Die Tschechische Badmintonmeisterschaft 2009 fand vom 30. Januar bis zum 1. Februar 2009 in Liberec statt.

## Medaillengewinner
| Disziplin    | Gold                           | Silber                             | Bronze                             |
| ------------ | ------------------------------ | ---------------------------------- | ---------------------------------- |
| Herreneinzel | Petr Koukal                    | Jan Vondra                         | Jan Fröhlich                       |
| Herreneinzel | Petr Koukal                    | Jan Vondra                         | Pavel Florián                      |
| Dameneinzel  | Martina Benešová               | Hana Kollarová                     | Hana Milisová                      |
| Dameneinzel  | Martina Benešová               | Hana Kollarová                     | Eliška Maixnerová                  |
| Herrendoppel | Jakub Bitman Pavel Drančák     | Ondřej Kopřiva Tomáš Kopřiva       | Jan Jirásek Michal Svoboda         |
| Herrendoppel | Jakub Bitman Pavel Drančák     | Ondřej Kopřiva Tomáš Kopřiva       | Josef Rubáš Jaroslav Sobota        |
| Damendoppel  | Hana Milisová Eva Titěrová     | Miroslava Vašková Hana Procházková | Hana Kollarová Martina Benešová    |
| Damendoppel  | Hana Milisová Eva Titěrová     | Miroslava Vašková Hana Procházková | Eliška Maixnerová Adéla Molnáriová |
| Mixed        | Pavel Florián Martina Benešová | Martin Herout Eva Titěrová         | Jan Štika Martina Vacková          |
| Mixed        | Pavel Florián Martina Benešová | Martin Herout Eva Titěrová         | Jiří Skočdopole Hana Procházková   |